# Vrede van San Stefano

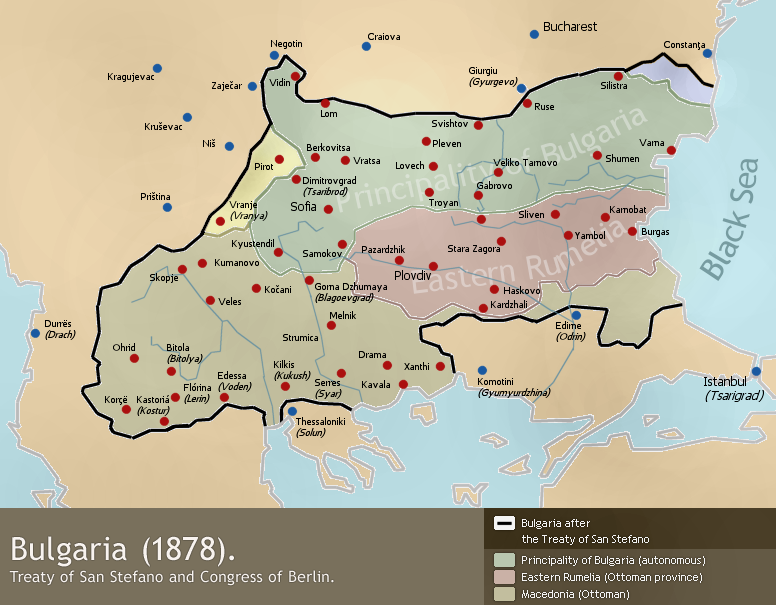
De grenzen van Bulgarije na de vrede van San Stefano

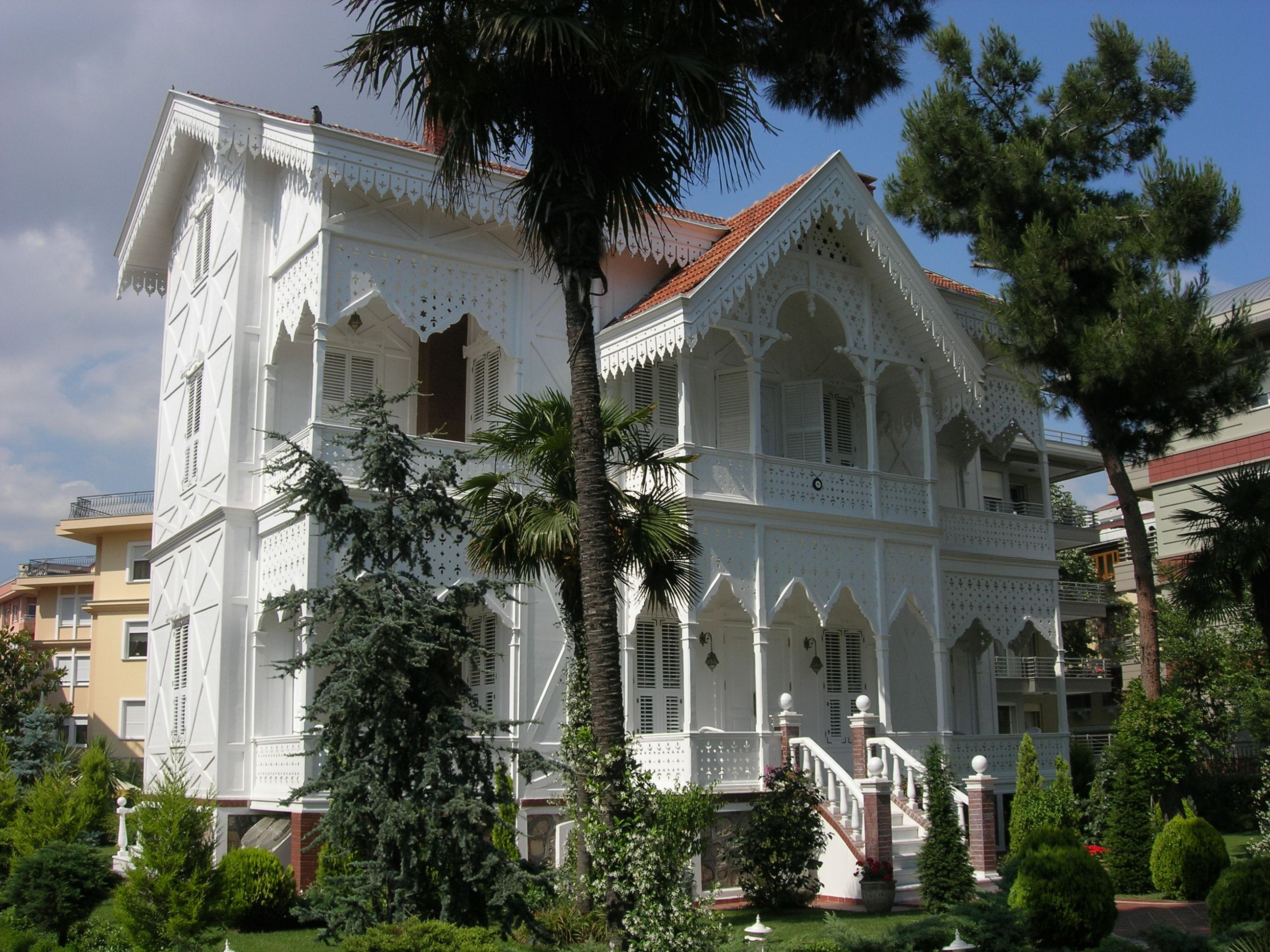
De villa in San Stefano

De Vrede van San Stefano (Russisch: Сан-Стефанский мир; "Vrede van San-Stefano" of Сан-Стефанский мирный договор; "Vredesverdrag van San-Stefano", Turks: Ayastefanos Muahedesi of Ayastefanos Antlaşması) werd gesloten op 3 maart 1878 en maakte een eind aan de Russisch-Ottomaanse Oorlog van 1877. Stefano was een dorp nabij het toenmalige Constantinopel. Tegenwoordig heet deze plaats Yeşilköy, gelegen in het district Bakırköy.
In 1877 had keizerrijk Rusland het Ottomaanse Rijk in een oorlog vernietigend verslagen. De Russische troepen stonden, op het moment van de Osmaanse overgave, reeds bij het plaatsje San Stefano (thans Yeşilköy), op minder dan 30 kilometer van Istanboel.
Een onafhankelijk vorstendom Bulgarije werd gecreëerd. Deze staat en het vorstendom Roemenië zouden beide satellieten van Rusland worden, dat zich op deze wijze controle over de Balkan zou verschaffen. Bulgarije zou naast het huidige land ook Noord-Macedonië en West-Thracië bevatten. Het vorstendom Servië, dat het bij de tsaar Alexander II van Rusland geheel had verbruid, moest genoegen nemen met de stad Niš als troostprijs.
De Oostenrijkers en Britten sloeg echter de schrik om het hart bij het vooruitzicht van de vestiging van de Russische macht op de Balkan en aan de Middellandse Zee. Duitsland bemiddelde echter tussen de grootmachten, en van 13 juni tot 13 juli 1878 werd te Berlijn een congres belegd, dat leidde tot een matiging van de Vrede van San Stefano (Congres van Berlijn). Bulgarije werd ingekrompen, Servië kreeg de stad Pirot erbij, Oostenrijk-Hongarije en Groot-Brittannië werden gecompenseerd met respectievelijk Bosnië en Cyprus. Turkije kreeg een deel van het verloren gebied terug.